# Yoshito Ōkubo
Pour les articles homonymes, voir Ōkubo.
Yoshito Ōkubo (大久保 嘉人, Ōkubo Yoshito), né le 9 juin 1982 à Fukuoka, est un footballeur international japonais évoluant au poste d'attaquant du début des années 2000 au début des années 2020.
Buteur efficace, Ōkubo effectue la majorité de sa carrière dans son pays natal du Japon et s'établit comme un l'un des meilleurs attaquants de l'ère moderne du football nippon. De 2013 à 2015, il finit meilleur buteur du championnat japonais avec le Kawasaki Frontale. Ōkubo est le meilleur buteur de l'histoire de la J1 League avec un total de 191 buts.
Sur le plan international, Ōkubo ne connaît pas de réussite avec l'équipe du Japon, autant sur le plan individuel que collectif, malgré trois participations à des tournois majeurs.

## Biographie

### En club
Lors de la saison 2015, à 33 ans, Ōkubo termine meilleur buteur du de la J1 League en ayant inscrit 23 buts en 32 matchs pour la troisième fois consécutive après 2013 (27 buts) et 2014 (18 buts).
Le 9 janvier 2021, Ōkubo signe au Cerezo Osaka, son premier club professionnel et hérite du numéro 20.
Ōkubo marque dès son premier match, quinze ans après sa dernière apparition pour le Cerezo, contre le Kashiwa Reysol le 27 février 2021, ouvrant le score lors d'une victoire 2-0 en J1 League,. Il réalise un doublé face à son ancien club du Kawasaki Frontale, champion en titre, lors de le 2e journée de championnat mais ne permettant pas aux siens de s'imposer (défaite 3-2).
Au mois de novembre 2021, âgé de 39 ans, Ōkubo annonce prendre sa retraite sportive à l'issue de la saison. Professionnel pendant vingt ans, l'attaquant détient le record de buts en J1 League avec 191 réalisations.

### En équipe nationale
Il commence sa carrière dans l'équipe du Japon le 31 mai 2003, en match amical contre la république de Corée à Tokyo.
Il marque son premier but le 17 octobre 2007 en match amical face à l'Égypte au Nagai Stadium d'Osaka.

## Clubs
- 2001-déc. 2006 :  Cerezo Osaka
  - jan. 2005-2006 :  RCD Majorque (prêt)
- jan. 2007-jan. 2013 :  Vissel Kobe
  - jan. 2009-2009 :  VfL Wolfsburg (prêt)
- jan. 2013-déc. 2016 :  Kawasaki Frontale
- jan. 2017-déc. 2017 :  FC Tokyo
- jan. 2018-juil. 2018 :  Kawasaki Frontale
- juil. 2018-déc. 2019 :  Júbilo Iwata
- jan. 2020-déc. 2020 :  Tokyo Verdy
- jan. 2021-déc. 2021 :  Cerezo Osaka

## Palmarès
Avec le VfL Wolfsburg, Ōkubo est sacré champion de Bundesliga en 2009. Neuf ans plus tard, il remporte son second trophée en devenant champion de J1 League avec le Kawasaki Frontale.